# USS Long Island (CVE-1)
La USS Long Island (CVE-1), già AVG-1 e successivamente ACV-1, era una portaerei di scorta, prima componente dell'omonima classe Long Island e prima unità della United States Navy a ricoprire quel ruolo.
Varata l'11 gennaio 1940 venne utilizzata durante la seconda guerra mondiale in numerose operazioni nel teatro dell'oceano Pacifico fino al termine del conflitto.
Sopravvissuta agli eventi bellici verrà venduta il 24 aprile 1947.

## Storia
Nata come nave mercantile da 7886 tsl, battezzata Mormacmail, venne acquisita nel 1941 dalla US Navy e trasformata nel prototipo della portaerei di scorta, un tipo di portaerei leggera, con scarsi armamento e corazzatura, un limitato tonnellaggio e velocità e un ridotto numero di aerei operativi. Il vantaggio di questo tipo di navi era che potevano essere convertite da navi esistenti in modo semplice ed economico; tuttavia, non potevano di norma essere impiegate in compiti di squadra e il loro uso era invece il trasporto di velivoli da una base all'altra e la scorta a convogli mercantili, al centro di una scorta antisommergibili, in modo che la velocità limitata non costituisse un problema.